# Frederic Vystavel
Frederic Vystavel (Bruxelles, 29 agosto 1993) è un canottiere danese, svedese e britannico, vincitore della medaglia di bronzo ai Giochi olimpici nel due senza a Tokyo 2020 per la Danimarca.

## Biografia
Ha iniziato a praticare il canottaggio da adolescente, nel 2009. È cresciuto in Inghilterra, entrando all'Eton College all'età di 15 anni, prima di studiare antropologia all'Università di Princeton negli Stati Uniti d'America.
Ha fatto parte della nazionale britannica giovanile, che ha vinto una medaglia d'argento ai Campionati mondiali juniores nel 2011, ma dall'ottobre 2018 è membro della nazionale danese. Con Joachim Sutton, che ha frequentato anch'egli l'università negli Stati Uniti, ha conquistato il sesto posto agli europei di Poznań 2020 e 8º successivi di Varese 2021
Si sono qualificati per le Olimpiadi alla regata di Lucerna nel maggio 2021, dove si sono classificati secondi.
Ha rappresentato la Danimarca ai Giochi olimpici estivi di Tokyo 2020, dove ha vinto la medaglia di bronzo nel due senza con Joachim Sutton, terminando alle spalle dei fratelli croati Martin e Valent Sinković e dei rumeni Marius Cozmiuc e Ciprian Tudosă.

## Palmarès
- Giochi olimpici

Tokyo 2020: bronzo nel 2 senza;